# Lutuhyne (huyện)
Huyện Lutuhyne (tiếng Ukraina: Лутугинський район, chuyển tự: Lutuhynes’kyi raion) là một huyện của tỉnh Luhansk thuộc Ukraina. Huyện Lutuhyne có diện tích 1057 km², dân số theo điều tra dân số ngày 5 tháng 12 năm 2001 là 73914 người với mật độ 70 người/km2. Trung tâm huyện nằm ở Lutuhyne.